# Romain Grosjean
Romain David Jeremie Grosjean (Genf, 1986. április 17. –) svájci-francia kettős állampolgárságú autóversenyző. A 2007-es Formula–3 Euroseries, a 2008-as és 2011-es GP2 Asia Series, valamint a 2011-es GP2 sorozat győztese.
2009-ben bemutatkozott a Formula–1-ben, a Renault csapat színeiben hét versenyen indult, de pontot nem szerzett.  Szerződést nem kapott 2010-re, de felvette a kapcsolatot korábbi munkaadójával, ahol Bruno Senna előléptetése után harmadik számú versenyző lett, 2011 év végén pedig leigazolták a visszatérő Kimi Räikkönen mellé. Eddigi legjobb versenyeredménye a 2012-es kanadai nagydíjon és a 2013-as amerikai nagydíjon elért második helyezése. 2021-től az amerikai IndyCar-ban versenyez.

## Életpályája

### A kezdetek
Viszonylag későn, 14 éves korában kezdett el gokartozni. 2000-ben a francia bajnokságban kezdte meg pályafutását, édesapja minden anyagi és családi segítséget megadott neki, komplett teamet biztosított fiának. Első évében már számos pontszerző, dobogós hellyel hívta fel magára a figyelmet, majd 2001-ben meggyőző fölénnyel nyerte "második hazája" bajnokságát. A következő esztendőben a Monaco Kart Cup-on tette tiszteletét, a 14. helyen futott be.

### Formula- Renault
Háromévnyi alapozást követően elérkezett az idő az első formaautós szériára. 2003-ban a svájci Formula- Renault 1,6 literes szériában próbált szerencsét az Advance Racing színeiben. Grosjean mind a 10 futamot megnyerte, 10 pole és 10 leggyorsabb kör díszelgett még neve mellett. A Formula Renault Monza nevű versenysorozatban is kipróbálta magát 4 futam erejéig, ám pontot ott nem tudott szerezni.
2004-ben erősebb szériára váltott, a 2 literes francia Formula-Renault-ban, az SG Formula csapattal két évet húzott le. Első szezonjában 130 ponttal a 7. helyen végzett, 1 győzelem, 4 dobogó, 2 pole pozíció és 4 leggyorsabb kör szerepel még a neve mellett. Másodjára azonban már meg sem állt a bajnoki címig! 16 futamból tízet megnyert, ugyanannyiszor indulhatott az első rajtkockából, valamint 13-13 alkalommal állhatott dobogóra, illetve futotta meg a leggyorsabb kört. 41 pontot vert a mögötte végző Laurent Groppira. Beválogatták a Renault utánpótlás-nevelő programjába, Flavio Briatore személyesen patronálta ettől kezdve.
Franciaországi szereplésével párhuzamosan a Formula Renault európai szériájában is versenyzett. Első szezonjában 9 versenyen indult, pontot nem szerzett. 2005-ben 8 versenyből kétszer a dobogóra is felállhatott, 26 pontjával a 12. helyet foglalta el végelszámoláskor.
Két versenyen rajthoz állt a svájci Formula Renault 2000-es bajnokságban, mindkétszer az élről rajtolhatott, egyszer nyerni is tudott.

### Formula–3
Grosjean az F3-ban az egyik legnehezebb pályán, a makaóin mutatkozott be, ahol az időmérőn a 19., a versenyen pedig a kilencedik helyen végzett. Érdekesség, hogy a versenyen legyőzte csapattársait, Fabio Carbonét és Guillaume Moreau-t.
A bő élmezőny részét képező Signature Plus szerződtette, s egy Mercedes erőforrással hajtott Dallara F305-öst biztosított számára. A Formula–3 Euroseries 2006-os kiírása nem került pályafutásának aranylapjai közé. 20 futamból mindössze hatot tudott befejezni, s leginkább saját hibája vezetett kieséséhez. Egy alkalommal azért felállt a dobogóra, Oscherslebenben. 19 pontja a 13. helyhez volt elegendő.
A brit Formula–3-as sorozatban eltöltött kétfutamos kiruccanása azért példázta, nem felejtett el vezetni, s nyerni Romain, a Pau-ban megrendezett mindkét versenyen pole-ból indulva aratott diadalt. A leggyorsabb köröket is ő futotta.
A Masters of Formula–3-on, Zandvoortban az 5. helyen futott be, megelőzve többek közt Bruno Sennát valamint Sebastian Vettelt.
2007-re is maradt az F3-ban, de az ASM csapatához szerződött, amely Jamie Green, Lewis Hamilton és Paul di Resta révén az előző három bajnokságot megnyerte. A váltás őt igazolta. 6 győzelmet, 12 dobogót, 4 pole-t és 6 leggyorsabb kört jegyzett. Egész szezonban késhegyre menő küzdelmet folytatott Sébastien Buemivel, a tabella első helyet a Mugellóban rendezett 9. versenyen vette át. Az első helyet meg is tartotta a szezon végéig, így a 2007-es szezonnak ő lett a győztese, már 1 versennyel a sorozat vége előtt. Végül 106 pontnál állt meg.
Ebben az évben részt vett a Masters of Formula–3 elnevezésű versenyen, ahol pole pozíciót szerzett, de a verseny nem sikerült jól számára, ott csak 14. lett.
A makaói versenyen a 8. helyen futott be.

### GP2

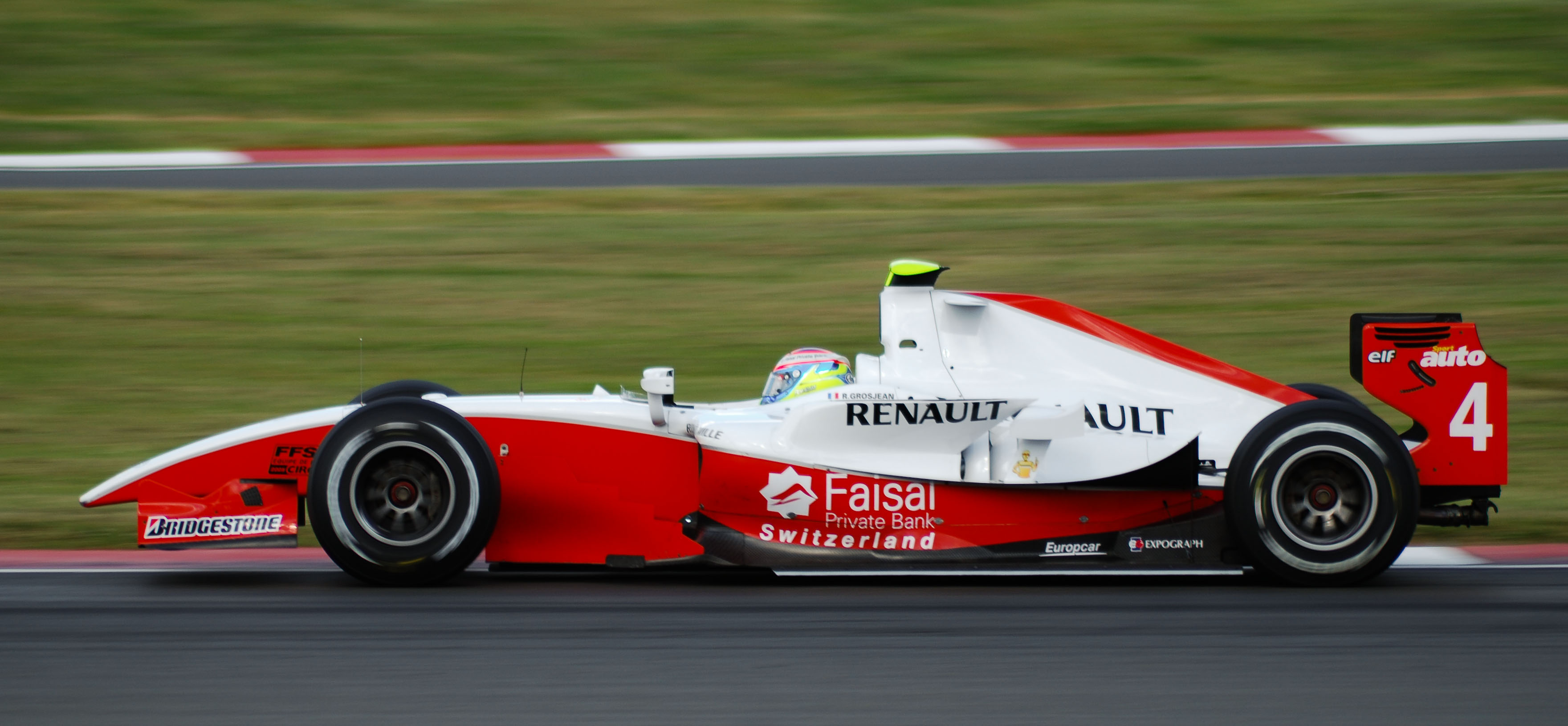
2008-ban a GP2 silverstone-i versenyén

A 2008-as szezont már a GP2 Asia Series-ben kezdhette, amelyet ellentmondást nem tűrő vezetéssel meg is nyert. A 10 versenyből álló szériában összesen 61 pontot gyűjtött, ez csaknem a duplája volt, mint ami a második Buemi neve mellett szerepelt. Négyszer indulhatott az első rajtkockából, ugyanannyiszor győzött, ötször állt dobogón, három alkalommal futotta meg a verseny leggyorsabb körét.
Tavaszra, a GP2 szezonkezdetekor is maradt az ART Grand Prix csapatánál. Csapattársai Luca Filippi majd Jamamoto Szakon voltak.
Az első verseny időmérőjén motorproblémák miatt csak a 11. helyen végzett, de a versenyen szépen felküzdötte magát, az ötödik helyen végzett. Ez azt jelentette, hogy a rövidebb, úgynevezett sprintversenyen a negyedik helyről indulhatott. A jó rajt után Grosjean a második, majd még ugyanebben a körben az első helyre jött előre. Később Grosjean hibázott, így Kobajasi utolérte, és megpróbálta megelőzni. Ez nem sikerült neki, de a versenyigazgatóság szabálytalannak ítélte Grosjean védekezését, így egy bokszutca-áthajtásos büntetést kapott, aminek következtében visszacsúszott a 13. helyre. Később Isztambulban megnyerte a sprintversenyt, ezzel ideiglenesen felkapaszkodott az összetett második helyére. Bár később visszacsúszott, a szezon végén a 4. lett a bajnokságban. Ő volt a legjobb helyen végző újonc.
A 2008-as szezon tehát igencsak felemásra sikeredett részéről.  Isztambulban és Spaban győzni tudott, ezeken kívül még Hockenheimben, Valenciában, Monzában, valamint a török versenyen pezsgőzhetett pódiumon. Egyszer indulhatott a mezőny éléről, 4x futotta meg a leggyorsabb kört. Mindemellett elpuskázott futamból is több volt a kelleténél, hazai versenyein és a hungaroringi futamokon nyújtottakat például biztosan nem tette ki az ablakba. Erős hajrával végül 62 pontjával a 4. helyen zárt az évadot, viszont csapattársait alaposan megverte.
A 2009-es szezonra a csapathoz a 2008-as F3-as bajnok, Nico Hülkenberg csatlakozott Pastor Maldonado mellé, így Grosjeannak távoznia kellett. Ám nem maradt csapat nélkül, a Renault közreműködésével a Campos Racing-hez került.
A szezont mesterien kezdte, pole-ból nyerte nagy fölénnyel a barcelonai versenyt csapattársát, Petrovot megelőzve, majd a sprintfutamon is fel tudott kapaszkodni a 2. helyre.  Monte-Carlóban szintén hozta a főversenyt, majd rövidebb távon sem ismert lehetetlent, nyerni akart a szűk utcai pályán. A 6. körben a Tabac előtt azonban túl nagy rössel vetette be magát az előzésbe, rámászott Andreas Zuber „hátára", a versenygép pedig nekirepült a szalagkorlátnak, gumifalnak. Noha tótágast állt a versenyautó, Grosjean épségben megúszta az esetet.
A pocsékra sikerült törökországi hétvégét (egy kiesés a fő-, egy 12. hely a sprintversenyen) Silverstone-ban kívánta feledtetni, hozta megszokott agilis formáját.A főversenyen Lucas Di Grassi volt az ellenfél, a Becketts-ben próbált eléje kerülni, a brazil azonban Pazar manőverrel a fűre küldte az ifjonc francia-svájci versenyzőt. 4., illetve 5. helyen ért célba.
A német hétvégén sem tudott újítani, s mivel mindeközben Nico Hülkenberg tarolt, elvesztette vezető helyét a tabellán. Hungaroringen a sprintfutamon begyűjtött ugyan egy 4. helyet, a német újabb győzelmével kezdett elhúzni tőle.
Versenyek után érte őt Nelson Angelo Piquet elbocsátásának híre, így GP2-es karrierjének vége szakadt. Más kérdés, hogy tavalyi 4. helyét így is meg tudta ismételni, 45 pontot gyűjtött. 3 pole pozíció és két leggyorsabb kör szerepel még neve mellett.

### Formula–1

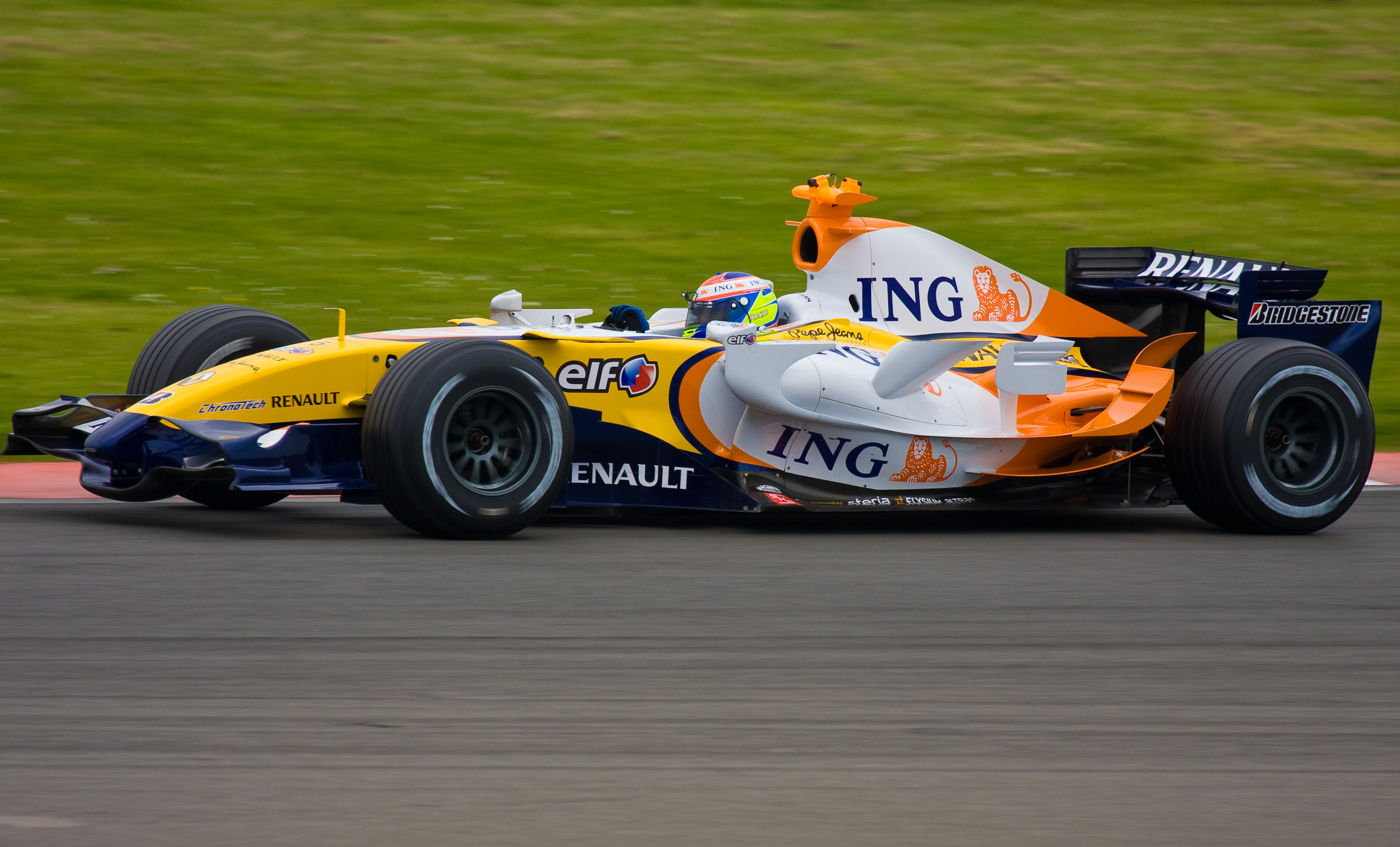
Grosjean Silverstone-ban, a Renault R27-essel, a World Series by Renault rendezvényén

#### 2008
2008-ra a Renault csapat tesztpilótája lett. Nelsinho Piquet helyére került, aki arra a szezonra versenyzői szerződést kapott a csapattól. Először a World Series by Renault egyik rendezvényén, Silverstone-ban vezethette az R27-est.

#### 2009
2009-ben a magyar nagydíj után Piquet-t elbocsátották, így kézenfekvő volt, hogy Romain helyettesíti az európai nagydíjtól.
Az európai nagydíj időmérőjén sokáig csapattársához Fernando Alonsóhoz hasonló köröket futott, ám a spanyol az utolsó körén három tizeddel jobbat autózott mint ő. Így Alonso, bejutott az utolsó etapba, míg ő a 14. helyről indulhatott élete első Formula–1-es futamán. A versenyen felemás teljesítményt nyújtott. Versenytempója elégedettségre adott okot (leggyorsabb köre a 9. legjobb volt a mezőnyben, csapattársát is megelőzte ebben a műfajban), ugyanakkor több kisebb hibát is elkövetett. Három versenyzőt megelőzve, mintegy másfél perces hátránnyal a 15. helyen zárt.
A belga nagydíjon csak a 19. helyről indulhatott, igaz, a mezőny annyira sűrű volt, hogy mindössze 6 tizedes lemaradással is csak ez a pozíció volt elérhető. Futamát hamar befejezte. A verseny 1. körében, a Les Combes nevű kanyarkombinációban figyelmetlen volt, így összeütközött Jenson Button versenygépével. A baleset további két pilóta (Alguersuari és Hamilton) versenyének is véget vetett.
Az immáron KERS-szel felszerelt autóval biztatóan kezdte a hétvégét, majd az olasz nagydíj időmérőjén csupán 2 tizeddel maradt le a Q3-ról, a 12. helyről indulhatott. A rajtot alaposan elpuskázta, a mezőny hátsó részébe esett vissza, ráadásul autója aerodinamikája is megsínylette az első sikánban történt kakaskodást, így körhátrányban csak a 15. helyen tudta befejezni a versenyt.

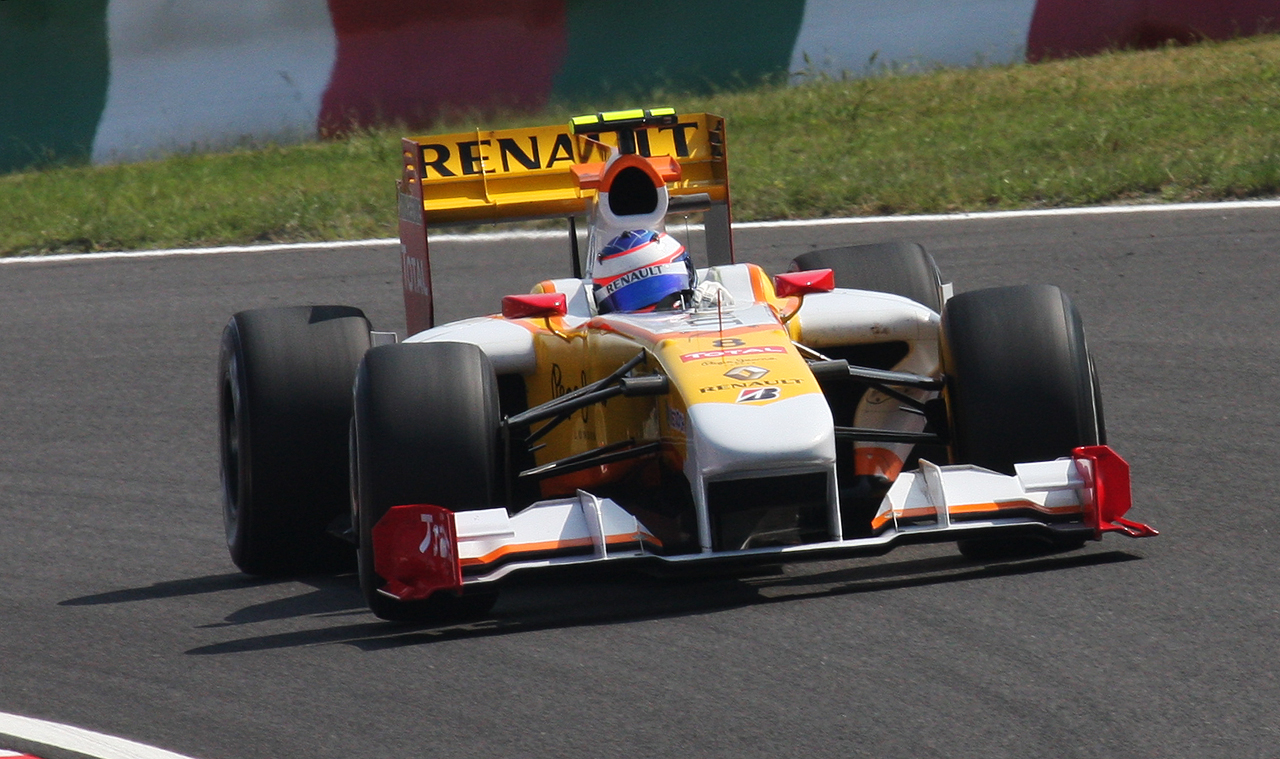
A japán nagydíj szabadedzésén

A szingapúri hétvégén kezdetben az indulása is kétséges volt, ugyanis ételmérgezés okozta gyomorproblémával küszködött. Az első pénteki szabadedzésen túl nagy sebességgel ment át a 17-es számú kanyaron, aminek következtében kitört az autó fara, majd a szemközti korlátnak ütközve állt meg. Az eset külön pikantériája, hogy 2008-ban ugyanott csapódott a falnak Nelsinho Piquet, mint később napvilágra került, előre megfontolt szándékkal. Egész hétvégén nem ment neki, az időmérőn mindössze a 19. rajtkockát tudta megszerezni, miközben Alonso a 3. sorból indulhatott. A rajtnál sem tudott előrébb lépni, majd mindössze 3 kör után túlmelegedtek a fékjei, ezért a Renault jobbnak látta, ha kihívja őt a pályáról.
A szuzukai hétvége sem sikerült emlékezetesre, az időmérőn, csapattársától 6 tizedre lemaradva a 18. hely jutott neki (büntetések miatt 17. rajtkockából indult), majd a futamon egy kiállásos stratégiával igyekezett feljebb zárkózni, nem sok sikerrel, hiszen végül körhátrányban a 16. helyen intették le.
A brazil nagydíjnak a 13. helyről vághatott neki. Az első körben történt balesetek miatt pontszerző helyen tartózkodott a biztonsági autó érkezésekor. A következő két körben azonban nem tudta felmelegíteni abroncsait, így a mezőny nagy része maga mögé utasította. Körhátrányban, a 13. helyen fejezte be a versenyt.
A szezonzáró abu-dzabi nagydíjra teljesen visszaesett a Renault, így nem csoda, hogy az időmérőn mindössze a 19. rajtkockát sikerült megszereznie. A futamon egy kiállással operált csapata, ami a gyenge versenytempó és a forgalom miatt nem bizonyult kifizetődőnek, a verseny végén Fisichella is megelőzte, így körhátrányban az utolsó helyen fejezte be első (csonka) szezonját.

#### 2012

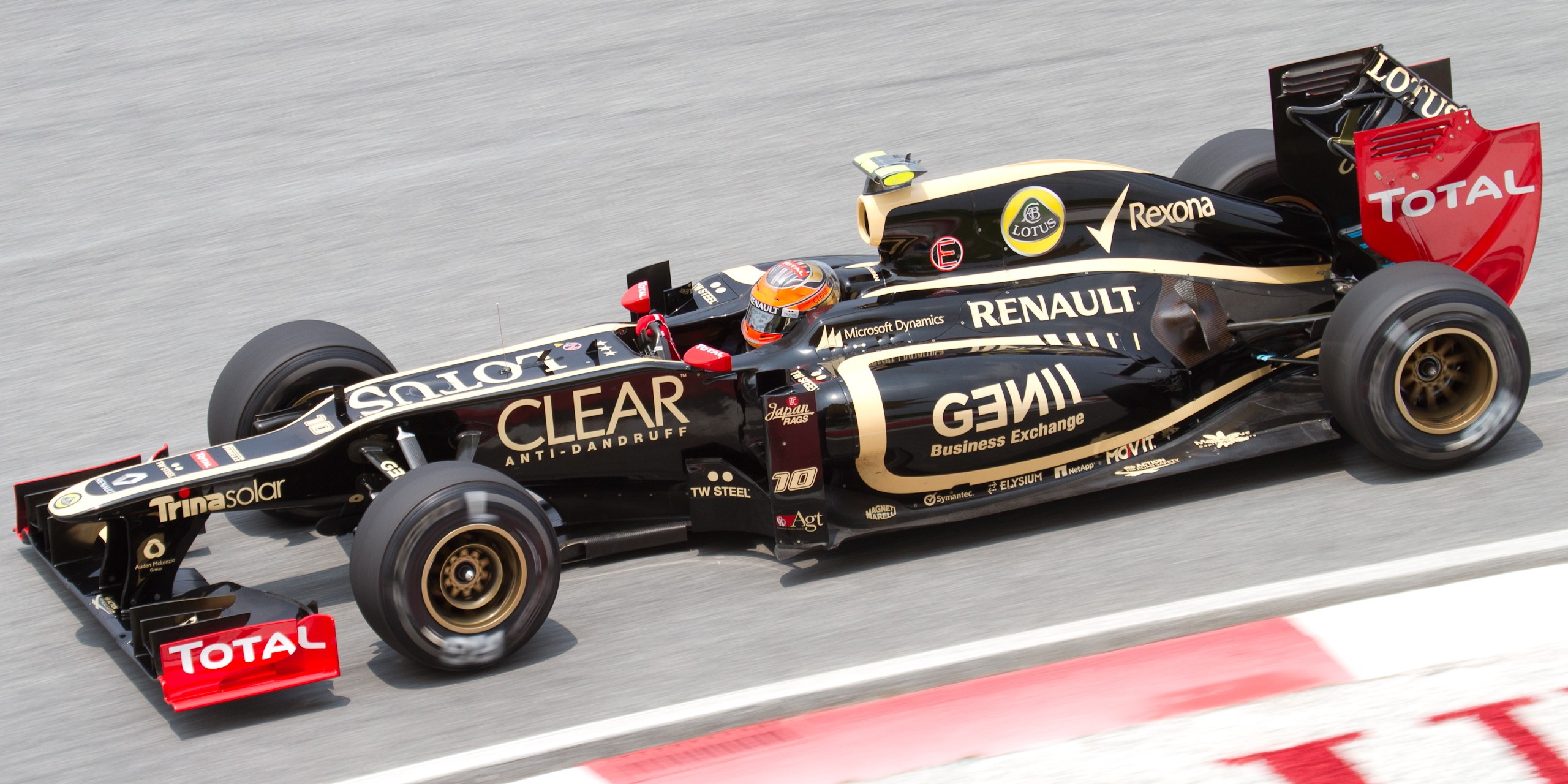
Grosjean a Lotusszal a 2012-es maláj nagydíjon.

2011. december 9-én bejelentették, hogy Grosjean a Lotus GP pilótája lesz a finn Kimi Räikkönen mellett.
Az ausztrál nagydíjon rögtön a harmadik rajtpozíciót szerezte meg, de a verseny első köreiben kiesett.
A bahreini nagydíjon a harmadik helyen ért célba és ezzel megszerezte első dobogóját a Formula–1-ben.
A belga nagydíjon balesetet okozott, miután Lewis Hamiltonnal ütközött, és mindketten belerohantak Fernando Alonso és Kobajasi Kamui autójába. Elkerülhető, súlyos, mások testi épségének kockáztatásával járó baleset okozása miatt egy versenyre felfüggesztették, így nem indulhatott el az olasz nagydíjon.

#### 2020
2020. november 29-én a Haas volánja mögött brutális balesetet szenvedett Bahreinben. A hármas kanyar után autójával a szalagkorlátnak csapódott, melynek következtében az autó kettészakadt, a kifolyt üzemanyag pedig belobbant és lángolni kezdett. A glóriának nevezett fejvédőnek és a többi biztonságtechnikai eszköznek köszönhetően saját lábán tudott kimászni autója égő roncsából, és az eset után kisebb égési sérülésekkel szállították kórházba. A szezon utolsó két versenyén így már nem állt rajthoz, és ezzel 2020 végén befejezte Formula–1-es pályafutását. A baleset túlélése után Főnixnek kezdték nevezni.

## Eredményei

### GP2-es eredményei
(Táblázat értelmezése)

(Félkövér: pole-pozícióból indult; dőlt: leggyorsabb kört futott) 

| Év   | Csapat         | 1         | 2          | 3           | 4           | 5          | 6          | 7          | 8          | 9           | 10        | 11         | 12          | 13         | 14         | 15        | 16         | 17         | 18          | 19        | 20        | Helyezés | Pont |
| ---- | -------------- | --------- | ---------- | ----------- | ----------- | ---------- | ---------- | ---------- | ---------- | ----------- | --------- | ---------- | ----------- | ---------- | ---------- | --------- | ---------- | ---------- | ----------- | --------- | --------- | -------- | ---- |
| 2008 | ART Grand Prix | ESP FEA 5 | ESP SPR 13 | TUR FEA 2   | TUR SPR 1   | MON FEA Ki | MON SPR 10 | FRA FEA Ki | FRA SPR Ki | GBR FEA 5   | GBR SPR 8 | GER FEA 2  | GER SPR 4   | HUN FEA 17 | HUN SPR 12 | EUR FEA 3 | EUR SPR Ki | BEL FEA 1  | BEL SPR 9   | ITA FEA 4 | ITA SPR 3 | 4.       | 62   |
| 2009 | Barwa Addax    | ESP FEA 1 | ESP SPR 2  | MON FEA 1   | MON SPR 17† | TUR FEA Ki | TUR SPR 12 | GBR FEA 5  | GBR SPR 4  | GER FEA 18† | GER SPR 5 | HUN FEA 10 | HUN SPR 4   | VAL FEA    | VAL SPR    | BEL FEA   | BEL SPR    | ITA FEA    | ITA SPR     | POR FEA   | POR SPR   | 4.       | 45   |
| 2010 | DAMS           | ESP FEA   | ESP SPR    | MON FEA     | MON SPR     | TUR FEA    | TUR SPR    | VAL FEA    | VAL SPR    | GBR FEA     | GBR SPR   | GER FEA 20 | GER SPR 19† | HUN FEA    | HUN SPR    | BEL FEA 3 | BEL SPR 6  | ITA FEA 13 | ITA SPR 17† | UAE FEA 6 | UAE SPR 3 | 14.      | 14   |
| 2011 | DAMS           | TUR FEA 1 | TUR SPR 10 | ESP FEA Kiz | ESP SPR 9   | MON FEA 4  | MON SPR 3  | VAL FEA 1  | VAL SPR Ki | GBR FEA 4   | GBR SPR 1 | GER FEA 3  | GER SPR 1   | HUN FEA 1  | HUN SPR 3  | BEL FEA 3 | BEL SPR 4  | ITA FEA 3  | ITA SPR 21  |           |           | 1.       | 89   |

† Nem fejezte be a futamot, de helyezését értékelték, mivel teljesítette a futam több, mint 90%-át.

### Teljes GP2 Asia Series eredménylistája
(Táblázat értelmezése)

(Félkövér: pole-pozícióból indult; dőlt: leggyorsabb kört futott) 

| Év   | Csapat         | 1          | 2          | 3         | 4         | 5         | 6         | 7         | 8          | 9          | 10          | Helyezés | Pont |
| ---- | -------------- | ---------- | ---------- | --------- | --------- | --------- | --------- | --------- | ---------- | ---------- | ----------- | -------- | ---- |
| 2008 | ART Grand Prix | DUB1 FEA 1 | DUB1 SPR 1 | IDN FEA 4 | IDN SPR 4 | SEP FEA 9 | SEP SPR 2 | BHR FEA 1 | BHR SPR Ki | DUB2 FEA 1 | DUB2 SPR Ki | 1.       | 61   |
| 2011 | DAMS           | DUB FEA 2  | DUB SPR Ki | IMO FEA 1 | IMO SPR 7 |           |           |           |            |            |             | 1.       | 24   |

### Teljes Formula–1-es eredménysorozata
(Táblázat értelmezése)

(Félkövér: pole-pozícióból indult; dőlt: leggyorsabb kört futott) 

| Év   | Csapat  | 1      | 2      | 3      | 4      | 5      | 6      | 7      | 8       | 9      | 10     | 11     | 12     | 13      | 14      | 15      | 16     | 17     | 18      | 19     | 20     | 21     | Helyezés | Pont |
| ---- | ------- | ------ | ------ | ------ | ------ | ------ | ------ | ------ | ------- | ------ | ------ | ------ | ------ | ------- | ------- | ------- | ------ | ------ | ------- | ------ | ------ | ------ | -------- | ---- |
| 2009 | Renault | AUS    | MAL    | CHN    | BHR    | ESP    | MON    | TUR    | GBR     | GER    | HUN    | EUR 15 | BEL Ki | ITA 15  | SIN Ki  | JPN 16  | BRA 13 | UAE 16 |         |        |        |        | 23.      | 0    |
| 2011 | Renault | AUS    | MAL    | CHN    | TUR    | ESP    | MON    | CAN    | EUR     | GBR    | GER    | HUN    | BEL    | ITA     | SIN     | JPN     | KOR    | IND    | UAE Tp  | BRA Tp |        |        | –        | –    |
| 2012 | Lotus   | AUS Ki | MAL Ki | CHN 6  | BHR 3  | ESP 4  | MON Ki | CAN 2  | EUR Ki  | GBR 6  | GER 18 | HUN 3  | BEL Ki | ITA EX  | SIN 7   | JPN 19† | KOR 7  | IND 9  | UAE Ki  | USA 7  | BRA Ki |        | 8.       | 96   |
| 2013 | Lotus   | AUS 10 | MAL 6  | CHN 9  | BHR 3  | ESP Ki | MON Ki | CAN 13 | GBR 19† | GER 3  | HUN 6  | BEL 8  | ITA 8  | SIN Ki  | KOR 3   | JPN 3   | IND 3  | UAE 4  | USA 2   | BRA Ki |        |        | 7.       | 132  |
| 2014 | Lotus   | AUS Ki | MAL 11 | BHR 12 | CHN Ki | ESP 8  | MON 8  | CAN Ki | AUT 14  | GBR 12 | GER Ki | HUN Ki | BEL Ki | ITA 16  | SIN 13  | JPN 15  | RUS 17 | USA 11 | BRA 17† | UAE 13 |        |        | 14.      | 8    |
| 2015 | Lotus   | AUS Ki | MAL 11 | CHN 7  | BHR 7  | ESP 8  | MON 12 | CAN 10 | AUT Ki  | GBR Ki | HUN 7  | BEL 3  | ITA Ki | SIN 13† | JPN 7   | RUS Ki  | USA Ki | MEX 10 | BRA 8   | UAE 9  |        |        | 11.      | 51   |
| 2016 | Haas    | AUS 6  | BHR 5  | CHN 19 | RUS 8  | ESP Ki | MON 13 | CAN 14 | EUR 13  | AUT 7  | GBR Ki | HUN 14 | GER 13 | BEL 13  | ITA 11  | SIN Ni  | MAL Ki | JPN 11 | USA 10  | MEX 20 | BRA Ni | UAE 11 | 13.      | 29   |
| 2017 | Haas    | AUS Ki | CHN 11 | BHR 8  | RUS Ki | ESP 10 | MON 8  | CAN 10 | AZE 13  | AUT 6  | GBR 13 | HUN Ki | BEL 7  | ITA 15  | SIN 9   | MAL 13  | JPN 9  | USA 14 | MEX 15  | BRA 15 | UAE 11 |        | 13.      | 28   |
| 2018 | Haas    | AUS Ki | BHR 13 | CHN 17 | AZE Ki | ESP Ki | MON 15 | CAN 12 | FRA 11  | AUT 4  | GBR Ki | GER 6  | HUN 10 | BEL 7   | ITA Kiz | SIN 15  | RUS 11 | JPN 8  | USA Ki  | MEX 16 | BRA 8  | UAE 9  | 14.      | 37   |
| 2019 | Haas    | AUS Ki | BHR Ki | CHN 11 | AZE Ki | ESP 10 | MON 10 | CAN 14 | FRA Ki  | AUT 16 | GBR Ki | GER 7  | HUN Ki | BEL 13  | ITA 16  | SIN 11  | RUS Ki | JPN 13 | MEX 17  | USA 15 | BRA 13 | UAE 15 | 18.      | 8    |
| 2020 | Haas    | AUT Ki | STY 13 | HUN 16 | GBR 16 | 70 16  | ESP 19 | BEL 15 | ITA 12  | TOS 12 | RUS 17 | EIF 9  | POR 17 | EMI 14  | TUR Ki  | BHR Ki  | SAK    | UAE    |         |        |        |        | 19.      | 2    |

† A versenyt nem fejezte be, de helyezését értékelték, mert a versenytáv több, mint 90%-át teljesítette.
Megjegyzés: 2014-ben a szezonzáró nagydíjon dupla pontokat osztottak.

### Teljes IndyCar eredménysorozata
| Év   | Csapat                  | 1      | 2       | 3     | 4     | 5      | 6       | 7      | 8      | 9      | 10     | 11     | 12     | 13     | 14     | 15     | 16     | 17     | 18  | Helyezés | Pont |
| ---- | ----------------------- | ------ | ------- | ----- | ----- | ------ | ------- | ------ | ------ | ------ | ------ | ------ | ------ | ------ | ------ | ------ | ------ | ------ | --- | -------- | ---- |
| 2021 | DCR w/ Rick Ware Racing | ALA 10 | STP 13  | TXS   | TXS   | IMS 2  | INDY    | DET 23 | DET 24 | ROA 5  | MDO 7  | NSH 16 | IMS 2  | GTW 14 | POR 22 | LAG 3  | LBH 24 |        |     | 15.      | 272  |
| 2022 | Andretti Autosport      | STP 5  | TXS 26  | LBH 2 | ALA 7 | IMS 17 | INDY 31 | DET 17 | ROA 4  | MDO 21 | TOR 16 | IOW 7  | IOW 9  | IMS 16 | NSH 16 | GTW 13 | POR 19 | LAG 7  |     | 13.      | 328  |
| 2023 | Andretti Autosport      | STP 18 | TXS 14  | LBH 2 | ALA 2 | IMS 11 | INDY 30 | DET 24 | ROA 25 | MDO 13 | TOR 22 | IOW 11 | IOW 12 | NSH 6  | IMS 18 | GTW 12 | POR 27 | LAG 11 |     | 13.      | 296  |
| 2024 | Juncos Hollinger Racing | STP 24 | TRM2 NK | LBH   | ALA   | IMS    | INDY    | DET    | ROA    | LAG    | MDO    | IOW    | IOW    | TOR    | GTW    | POR    | MIL    | MIL    | NSH | 24.*     | 6*   |

* A szezon jelenleg is zajlik.
2 A verseny nem számít bele a bajnokságba

#### Indianapolis 500
| Év   | Kasztni | Motor | Rajthely | Eredmény | Csapat             |
| ---- | ------- | ----- | -------- | -------- | ------------------ |
| 2022 | Dallara | Honda | 9        | 31       | Andretti Autosport |
| 2023 | Dallara | Honda | 19       | 30       | Andretti Autosport |

## Magánélete
Grosjean kettős állampolgár, anyja francia, apja svájci származású. Iskoláit Franciaországban végezte, 2006-ban egy természettudományi gimnáziumban érettségizett le. A versenyzés mellett szülővárosának egyik pénzintézetében sajátította el a vagyonkezelés fortélyait. Flavio Briatore kérésére döntött úgy, hogy francia licenccel indul a versenyeken, így jobban felkeltheti a Renault érdeklődését.
Az autóversenyzés előtt a BMX és a sí érdekelte. A családban sem volt idegen a sport, nagyapja például indult az 1952-es téli olimpiai játékokon.
Párkapcsolatban él 2008 óta a TF1 francia tv-csatorna riporter-műsorvezetőjével, a nála 5 évvel idősebb Marion Jollès-val. 2012-ben házasodtak össze Chamonix-ban, három gyermekük van.